# Lilian Davies

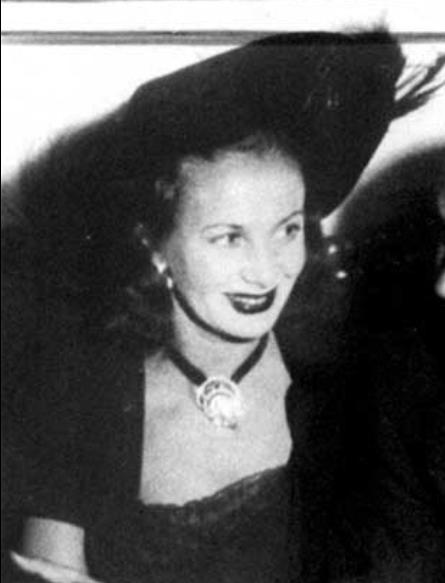
Prinses Lilian in de jaren veertig

Lilian May Davies, prinses van Zweden, hertogin van Halland (Swansea, 30 augustus 1915 – Stockholm, 10 maart 2013) was een tante van de Zweedse koning Karel XVI Gustaaf en van de Deense koningin Margrethe.
Lilian werd geboren als een dochter van William John Davies en Gladys Mary Curran. In de jaren veertig was ze kort getrouwd met acteur Ivan Craig en ze werkte tijdens de Tweede Wereldoorlog in een fabriek die radio's maakte voor het Britse leger.
In 1943 maakte ze op een cocktailparty kennis met prins Bertil van Zweden, de een-na-jongste zoon van koning Gustaaf VI Adolf en diens eerste vrouw Margaretha van Connaught. Ze werden verliefd. Aangezien Bertil evenwel zijn rechten op de troon niet wilde opgeven, werd een huwelijk uitgesloten geacht, meer nog toen Bertils oudste broer Gustaaf Adolf in 1947 omkwam bij een vliegtuigongeluk. Aannemelijk was namelijk dat Bertil ooit zou moeten optreden als regent voor Gustaaf Adolfs zoontje Karel Gustaaf. Bertil en Lilian woonden daarom als geliefden samen, zonder te trouwen.
Nadat Karel Gustaaf de troon had bestegen en zelf bovendien getrouwd was met een burgermeisje, Silvia Sommerlath, gaf hij zijn oom Bertil toestemming om te trouwen. Dat geschiedde op 7 december 1976 in de kerk van het Koninklijk domein Drottningholm.
Na Bertils dood in 1997 bleef prinses Lilian de koninklijke familie vertegenwoordigen. In 2013 overleed Lilian op 97-jarige leeftijd.